# Giuseppe Dell'Aquila
Giuseppe Dell'Aquila" Peppe 'o Ciuccio" (Giugliano in Campania, 22 marzo 1962) è un mafioso italiano, membro della Camorra e uno dei vertici del cartello camorristico denominato Alleanza di Secondigliano.

## Biografia
È ritenuto uno dei membri di maggiore spicco della camorra nell'area a nord di Napoli. Ricercato dal 2002 per associazione di stampo mafioso, rapina, ricettazione ed una serie di reati tuttora non verificati, nel marzo 2011 fu inserito nell'elenco dei latitanti più pericolosi d'Italia stilato dal Ministero dell'interno. È stato arrestato il 25 maggio 2011 a Giugliano dagli uomini della Squadra Mobile della Questura di Napoli.
Alleato dei Mallardo e dei Contini, si ritiene che egli sia stato fra i fondatori del sodalizio conosciuto come Alleanza di Secondigliano, potente coalizione fra clan che dagli anni ottanta ha dominato la città per dieci anni, grazie al narcotraffico e alle estorsioni.
Secondo le affermazioni del pentito Salvatore Giuliano, padrino di Forcella, Dell'Aquila: "È un ferocissimo killer dei Mallardo, per conto dei quali avrà commesso un centinaio di omicidi". Luigi Diana, collaboratore di giustizia ritenuto vicino al clan di Casal di Principe afferma che: "Dell'Aquila Giuseppe, detto Peppe 'o Ciuccio, aveva un ruolo di primo piano, tanto che davanti a lui vi erano solo i cugini Peppe e Ciccio Mallardo (omissis). Era più potente, in pratica, del fratello dei boss, Feliciano. Godeva di molto "rispetto" da parte dei clan napoletani, in particolare dei Contini. 'O Ciuccio era quasi sempre presente alle riunioni di vertice tra gli esponenti dei vari clan camorristici in quanto aveva un ruolo molto importante all'interno del clan. Peppe Dell'Aquila era una "vera forza" in quanto ne gestiva il gruppo di fuoco (omissis). Per fare un esempio della "forza" di Peppe Dell'Aquila vi è un episodio: "negli anni 1989/1990, Peppe Dell'Aquila aveva una relazione con una sorella dei Giuliano e, a causa di ciò, ottenne che i Giuliano non fossero sterminati dai Mallardo-Contini-Licciardi nel corso della guerra tra detti clan". Gaetano Vassallo, ritenuto vicino alla cosca, racconta inoltre che 'O Ciuccio avrebbe dato ordine, constatato il fallimento del Giugliano, di mantenere in "vita" la squadra, poi sequestrata.
Nel corso degli anni di latitanza, Giuseppe Dell'Aquila si è reso protagonista di numerose fughe. Le ultime due risalgono all'aprile e all'agosto del 2009, quando era già uno dei 100 latitanti più pericolosi d'Italia. Il 3 aprile del 2009 sfuggì alla cattura da parte delle forze dell'ordine a Giugliano. I corpi speciali arrivarono nel suo covo ma il boss lo aveva lasciato poche ore prima. Il 9 agosto successivo, infine, riuscì a dileguarsi a nuoto dopo che era stato localizzato a bordo di uno yacht ancorato a Mergellina.